# Cazones de Herrera (municipalité)
La municipalité de Cazones de Herrera est l'une des 212 municipalités de l'État de Veracruz, et est située dans la partie nord de cet État. Située dans la plaine côtière du golfe du Mexique, elle appartient au bassin versant du fleuve Río Cazones, dont elle est riveraine, et dont elle comprend l'embouchure. Son chef-lieu est la ville éponyme de Cazones de Herrera. Elle fait partie de la « Zona metropolitana de Poza Rica », aire urbaine qui regroupe autour de la ville de Poza Rica de Hidalgo les municipalités faisant partie de sa sphère d'influence. Elle dépend également de la région administrative de Totonaca, du nom du peuple des Totonaques qui y habite, et est une des dix subdivisions administratives de l'État de Veracruz.

## Géographie
La municipalité de Cazones de Herrera s'étend d'ouest en est de part et d'autre du fleuve Río Cazones, et comprend son embouchure, au niveau de la localité de Barra de Cazones, sur le golfe du Mexique. Elle est limitée au sud par le petit fleuve côtier de La Boquilla. Établie dans la plaine côtière, son altitude oscille entre 80 et 120 mètres. Son chef-lieu est la ville éponyme de Cazones de Herrera, qui se trouve dans la partie nord-ouest de son territoire, en rive sud du Río Cazones. Son territoire couvre une superficie de 272,3 km2, et était peuplé en 2020 de 24 421 habitants, pour une densité de 89,7 habitants par km2.
Cette municipalité fait partie de la Zona metropolitana de Poza Rica (es), regroupant les municipalités de Cazones de Herrera, Coatzintla, Papantla, Poza Rica de Hidalgo et Tihuatlán, pour une population totale de 548 859 habitants.
Elle est limitrophe au nord de celle de Tuxpan, à l'ouest de celle Tihuatlán, et au sud de celle de Papantla.

## Composition et démographie
La municipalité était composée en 2020 de 70 localités, dont une seule était considérée comme urbaine, les autres étant rurales.
| Localité                               | Population |
| -------------------------------------- | ---------- |
| Cazones de Herrera                     | 4 773      |
| La Unión (Kilómetro 31)                | 1 824      |
| Rancho Nuevo                           | 1 238      |
| Barra de Cazones                       | 1 166      |
| Manlio Fabio Altamirano (Kilómetro 25) | 1 121      |
| Reste des localités                    | 14 299     |
| Total population                       | 24 421     |

En plus de l'espagnol, plusieurs langues amérindiennes sont parlées dans la municipalité, dont les principales sont par ordre d'importance : le totonaque, dans une moindre mesure le nahuatl, les autres langues étant très marginales.

## Histoire
La municipalité de Cazones est créée en 1936. En 1956, elle prend le nom de Cazones de Herrera, en l'honneur du général et président José Joaquín de Herrera.

## Économie

### Agriculture et élevage
La superficie des parcelles semées représentait en 2022 une surface totale de 8 288,5 hectares, parmi lesquels 3 285,5 hectares étaient voués à la culture du maïs, 3 282 hectares étaient voués à la culture de l'orange, et 819 hectares étaient voués à celle du pamplemousse.
En 2022, la production de viande par tonnes comprenait 658,1 tonnes de viande bovine, 183,5 tonnes de viande porcine, 9,4 tonnes de viande ovine, 6,3 tonnes de volailles, et 5,3 tonnes de dinde. La superficie vouée à l'élevage représentait alors 4 225 hectares.